# ARP Sequencer
L'ARP Sequencer (modello 1601-1623) era un compatto sequencer analogico prodotto da ARP Instruments e fece la comparsa sul mercato nel 1976. 
All'epoca il Moog 960 era pressoché il solo modulo sequencer impiegato per la musica elettronica; la concorrente ARP produsse il proprio Sequencer come accessorio all'ARP 2600, migliorando il modello del sintetizzatore modulare e trasformandolo in semi-modulare, per un impiego più intuitivo e di fatto più semplice, data la minor complessità dei cavi volanti da collegare fra le varie sezioni degli strumenti. 
L'ARP Sequencer era organizzato in modo molto semplice, ma dotato di numerose caratteristiche di avanguardia: disponeva di 16 note, organizzabili in un banco da 16 oppure due banchi da 8, che potevano essere eseguite in sequenza lineare oppure casuale. Una fila di commutatori posti sopra ai cursori delle note permetteva di indirizzare ognuna di esse ad uno fra tre bus di uscita per le informazioni di gate; era possibile regolare la velocità di scansione e variare la cadenza, riducendo il tempo che intercorreva fra le coppie di step consecutivi. 
Le uscite erano processate da un quantizer, che allineava le note dei potenziometri con precisi passi della scala tonale, evitando così molto semplicemente le stonature dovute ad una non perfetta regolazione degli stessi. Era infine possibile inviare una tensione di controllo, tipicamente proveniente da un sintetizzatore analogico, oppure da un altro sequencer, all'ingresso del quantizer, ottenendo così una trasposizione della sequenza riprodotta in una tonalità diversa. 